# Mrtvica (Lopare)
Pour les articles homonymes, voir Mrtvica.
Mrtvica (en serbe cyrillique : Мртвица) est un village de Bosnie-Herzégovine. Il est situé dans la municipalité de Lopare et dans la république serbe de Bosnie. Selon les premiers résultats du recensement bosnien de 2013, il compte 583 habitants.

## Démographie

### Évolution historique de la population dans la localité
| 1948 | 1953 | 1961 | 1971  | 1981 | 1991 | 2013 |
| ---- | ---- | ---- | ----- | ---- | ---- | ---- |
| -    | -    | 906  | 1 004 | 936  | 854, | 583  |

|  |